# J. Eliazer Stadion
J. Eliazer Stadion is een voetbalstadion in de Surinaamse plaats Groningen. Het is de thuisbasis van SVB-Tweede Divisie clubs SV Boskamp en Real Saramacca. Het stadion werd gebouwd in 1949 en vernoemd naar de oprichter Jacques Jean Eliazer. Het stadion biedt plaats aan 1.000 mensen. 
Het J. Eliazer Stadium bevindt zich aan de Pannekoekstraat in Groningen (district Saramacca).